# Гонсало Велю Кабрал
Гонсало Велю Кабрал (на португалски: Gonçalo Velho Cabral) е португалски мореплавател, изследовател на Африка и Европа.

## Изследователска дейност (1416 – 1446)
През 1416 г. открива западното крайбрежие на Мароко до устието на река Дра (28º 41` с.ш.).
През 1431 г. открива скалите Формигаш (37°16′ с. ш. 24°46′ з. д. / 37.266667° с. ш. 24.766667° з. д.), а на 15 август 1432 – остров Санта Мария (97 км2, 36°58′ с. ш. 25°07′ з. д. / 36.966667° с. ш. 25.116667° з. д.) от Азорските о-ви. През 1444 – 1446 открива още шест острова от необитаемия по това време архипелаг, като по този начин поставя началото на откриването и колонизирането на Азорските о-ви от португалците.